# Algot Lönn
Karl Algot Lönn (Eskilstuna, Comtat de Södermanland, 18 de desembre de 1887 – Eskilstuna, 3 d'abril de 1953) va ser un ciclista suec, que va prendre part en els Jocs Olímpics d'Estocolm de 1912.
Va guanyar la medalla d'or en la contrarellotge per equips, formant equip amb Ragnar Malm, Axel Persson i Erik Friborg. En la contrarellotge individual acabà el desè.